# Elis Selin
Elis Alban Immanuel Selin, född 26 mars 1891 i Helsingfors, död där 6 oktober 1980, var en finländsk präst och författare.
Selin var 1918–1923 kaplan i Snappertuna och 1929–1953 kyrkoherde i Hitis. Han fick titeln prost 1947.
Han skildrade i ett tjugotal böcker livet bland utskärsbor i den åboländska skärgården. Han debuterade 1931 med Utskärs och skrev därefter fyra novellsamlingar Utskärsbor, bland annat Stormfåglarna (Utskärsbor IV, 1964), romanen Strand-Henriks väg (1948), predikotexter, radiohörspel med mera. 1954 översatte han till svenska Lauri Pohjanpääs dikter Pyhien saatto kautta aikain från 1946 (Pilgrimerna). Sitt sista skönlitterära arbete, Skärgårdsnoveller, utgav han 1976.
Selin komponerade även musik; av hans kompositioner har bland annat ett antal sånger publicerats. 